# Calliandra bombycina
Calliandra bombycina là một loài thực vật có hoa trong họ Đậu. Loài này được Benth miêu tả khoa học đầu tiên.